# LGA 771
Le socket 771 (aussi appelé  LGA 771 ou socket J) est un socket destiné aux processeurs Intel. Le socket 771 n'est plus à proprement parler un socket, étant de type LGA celui-ci n'est plus constitué de trous destinés à accueillir les pins (broches) du processeur, les processeurs pour LGA 771 comportent de simples petits connecteurs venant toucher des pins situés sur le socket.
Le LGA 771 est destiné aux processeurs Xeon de l'Intel Core Architecture pour les plates formes multiprocesseurs.